# Empoasca diversa
Empoasca diversa är en insektsart som beskrevs av Vilbaste 1968. Empoasca diversa ingår i släktet Empoasca och familjen dvärgstritar. Inga underarter finns listade i Catalogue of Life.